# カリブディス (軽巡洋艦)
|          | |
| 艦歴     | |
| 発注     | |
| 起工     | 1939年11月9日 |
| 進水     | 1940年9月17日 |
| 就役     | 1941年12月3日 |
| 退役     | |
| その後   | 1943年10月23日戦没 |
| 除籍     | |
| 性能諸元 | |
| 排水量   | 基準：5,600トン、満載：6,850トン |
| 全長     | 156m |
| 全幅     | 15.4m |
| 吃水     | 4.3m |
| 機関     | |
| 最大速   | 32.25ノット |
| 航続距離 | 16ノットで6,824km |
| 乗員     | 約480名 |
| 兵装     | 竣工時： 4.5インチ（114.3mm）連装砲8門 4インチ（101.6mm）単装砲1門 21インチ（533mm）3連装魚雷発射管6門 2ポンドポムポム砲（37mm/40mm pom-pom gun）2門 0.8インチ（20mm）単装機関銃8門 1943年： 4.5インチ連装砲8門 21インチ3連装魚雷発射管6門 0.8インチ連装機関銃6門 0.8インチ単装機関銃8門 |
| 装甲     | 舷側3インチ（76.19mm） 甲板1インチ（25.4mm） 砲塔2インチ（50.8mm） 隔壁1インチ（25.4mm） |

カリブディス (HMS Charybdis, 88) は、イギリス海軍の軽巡洋艦。ダイドー級。艦名はギリシア神話の怪物・カリュブディスにちなんで名付けられた。

## 艦歴
「カリブディス」はキャメル・レアード社で1939年11月9日に起工。1940年9月17日に進水。1941年12月3日に竣工した。就役後は本国艦隊に編入され、1942年3月終わりに機雷敷設（S.N.87作戦）をおこなった。翌月、H部隊に編入されジブラルタルへ向かった。

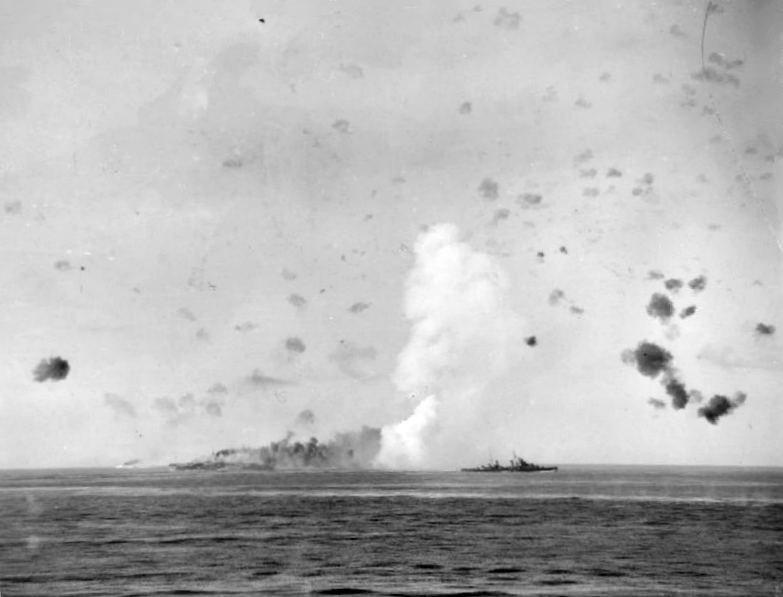
航空母艦「インドミタブル」を護衛すべく対空射撃する「カリブディス」

「カリブディス」の任務はマルタへ航空機輸送をする空母の護衛であった。1942年6月、「カリブディス」はハープーン・ヴィガラス作戦に参加した。この作戦はジブラルタルとエジプトから同時にマルタへ物資を輸送するものであった。1942年7月にはマルタへの航空機輸送作戦、ピンポイント作戦とインセクト作戦に参加した。8月、「カリブディス」はマルタへの輸送作戦、ペデスタル作戦で空母「イーグル」を護衛した。9月と10月は大西洋を哨戒し、10月には再度マルタ島への航空機輸送、トレイン作戦に参加した。1942年11月からモロッコ、アルジェリア上陸作戦に参加。
1942年12月12日、本国艦隊に編入のためイギリス本国へ向かった。1943年の最初の3ヶ月はスカパ・フロー周辺での機雷敷設や北海で哨戒をおこなっていた。8月、「カリブディス」はジブラルタルに戻り、そこから地中海で船団護衛に従事した。9月、「カリブディス」はサレルノ上陸作戦（アヴァランチ作戦）を支援した。
翌月ポーツマスに戻り、ビスケー湾の哨戒に従事。
1943年10月22日、「カリブディス」はイギリス海峡で駆逐艦6隻とトンネル作戦（フランス沿岸でのドイツ艦艇捜索と攻撃）に参加した。「カリブディス」と駆逐艦「グレンヴィル」、「ロケット」、「リンボーン」、「ウェンスリーデイル」、「タリボント」、「スティーブンストン」からなるイギリス艦隊は19時にプリマスから出撃した。また、10月9日に物資を搭載してブレストに到着していたドイツの封鎖突破船「ミュンスターラント」が同日15時にブレストを離れており、その護衛として水雷艇「T22」、「T23」、「T25」、「T26」、「T27」が存在していた。23日1時30分に「カリブディス」のレーダーが敵を捉え、1時45分には「カリブディス」は星弾を発射した。一方ドイツ水雷艇は雷撃を行い1時47分に「カリブディス」の左舷に魚雷1本が命中。さらに1時51分にももう1本命中し、「カリブディス」は2時30分に沈没した。乗員は107人が救助されたが、464人が戦死した。また、この海戦では駆逐艦「リンボーン」も失われた。